# Mario Bürki

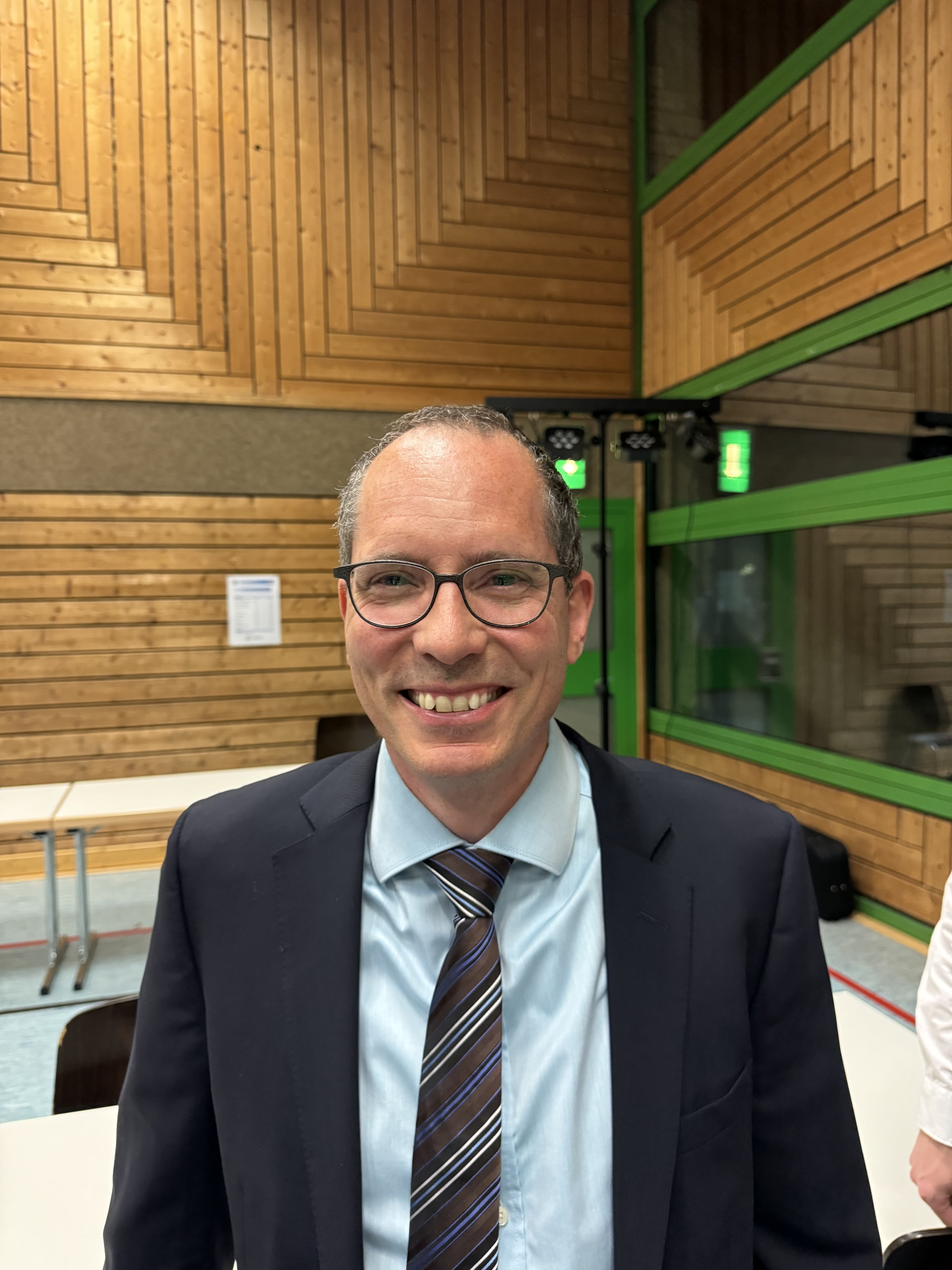
Mario Bürki (2024)

Mario Bürki (* 26. Oktober 1977) ist ein Schweizer Komponist. Er ist vor allem als Blasmusikkomponist bekannt.

## Leben
Bereits im Alter von 16 Jahren übernahm Bürki seine erste Kapelle, die Jugendmusik Konolfingen. Im Alter von 20 Jahren wechselte 1999 er zur Musikgesellschaft Ostermundigen, die er bis heute dirigiert.
Während seines Studiums zum Blasmusikdirigenten begann Bürki mit Komponieren. Er gewann 2001 mit seinem Werk Szenen aus Max und Moritz einen Preis beim WASBE-Kompositionswettbewerb. Seine Komposition Indian Fire wurde am Wettbewerb Flicorno d’Oro (Italien) mit dem Spezialpreis für das originellste Konzertstück ausgezeichnet. 2012 war Bürki «Composer in Residence» bei der grössten europäischen Bibliothek für Blasorchesternoten CDMC (Frankreich), 2013 nahm er seine erste CD, Of Castles and Legends, mit dem Dunshan Symphonic Wind Orchestra in China auf. 2014 wurde er als Dozent zum 4. Internationalen Kongress für Blasmusik in Medellín, Kolumbien, eingeladen.
Die meisten seiner Werke wurden von Institutionen oder Verbänden als Teststücke für kantonale, schweizerische oder internationale Wettbewerbe in Auftrag gegeben. 2019 erhielt Bürki vom Europäischen Brass-Band-Verband den Auftrag, das Teststück der Challenge-Sektion für den Europäischen Brass-Band-Wettbewerb in Montreux zu schreiben.
Zudem engagiert er sich in der Jugendförderung, juriert regelmässig an internationalen und schweizerischen Wettbewerben und leitet zahlreiche Workshops rund um das Thema Blasmusik.

## Kompositionen (Auswahl)
Werke für Blasorchester
- Szenen aus Max und Moritz (2001)
- Enjoy! (2002)
- Indian Fire (2002)[2]
- Jubilee Spirit (2002)
- Esprit (2003)
- Cap Hoorn (2003)
- Scottish Sketches (2004)
- 1405: der Brand von Bern (2004)
- Von Rast und Hektik (2005)
- Flight (2005)
- Flowerfield Rock (2006)
- Pompeji (2006)
- Rhine River Impressions (2006)
- Der Magnetberg (2011), eine Geschichte aus 1001 Nacht; auch für Brass Band erschienen
- Terra Pacem (2013)
- Fight for Liberty (2015)
- The Grapes Of The Sun (2016), komponiert für das 60-jährige Jubiläum des Blasmusikverbandes Kaiserstuhl-Tuniberg, am 9. Juli 2016 in Endingen am Kaiserstuhl uraufgeführt[3]
- Castellum (2018)
- Bricks in Fire (2024), komponiert für den Musikverein Böhringen, am 27. April 2024 in Böhringen (Radolfzell) uraufgeführt[4]

Werke für Brass Band
- Enjoy! (2002)
- Indian Fire (2002)
- Jubilee Spirit (2002)
- Cap Hoorn (2003)
- Flight (2005)
- Flowerfield Rock (2006)
- Pompeji (2006)
- Schöns Terbil (2007)
- Nosferatu (2009), Auftragskomposition von der ABM Brass Freiamt

Werke für Ensembles
- Eine kleine Kosakenreise (2006) für Quintett
- Rockin’ Moods (2007) für Brass-Quartett

## Tonträger mit Werken von Mario Bürki
- Indian Fire, Representative Band of the Polish Border of Guard
- 1405: Der Brand von Bern, Rekrutenspiel Aarau
- Cap Hoorn, Brass Band Emmental
- Die 16er, Inf. Regiment 16
- The Greatest Show on Earth, Symphonic Wind Band Excelsior Eibergen-The Netherlands
- Im Dom, Concordia Hengelo
- The Best of WASBE Concerts Lucern 2001, Compilation
- Sacri Monti, Rektrutenspiel RS 16-2/2010